# Draba chamissonis
Draba chamissonis är en korsblommig växtart som beskrevs av George Don jr. Draba chamissonis ingår i släktet drabor, och familjen korsblommiga växter. Inga underarter finns listade i Catalogue of Life.